# Pterophorus ceraunia
Pterophorus ceraunia là một loài bướm đêm thuộc họ Pterophoridae. Nó được tìm thấy ở Cộng hòa Dân chủ Congo. Ấu trùng ăn Merremia hederacea và Oldenlandia corymbosa.